# Brinon-sur-Sauldre
Brinon-sur-Sauldre és un municipi francès, situat al departament de Cher i a la regió de Centre – Vall del Loira. L'any 2007 tenia 1.042 habitants.

## Demografia

### Població
El 2007 la població de fet de Brinon-sur-Sauldre era de 1.042 persones. Hi havia 496 famílies, de les quals 176 eren unipersonals (80 homes vivint sols i 96 dones vivint soles), 184 parelles sense fills, 104 parelles amb fills i 32 famílies monoparentals amb fills.
La població ha evolucionat segons el següent gràfic:
Habitants censats

### Habitatges
El 2007 hi havia 779 habitatges, 515 eren l'habitatge principal de la família, 214 eren segones residències i 50 estaven desocupats. 752 eren cases i 18 eren apartaments. Dels 515 habitatges principals, 335 estaven ocupats pels seus propietaris, 152 estaven llogats i ocupats pels llogaters i 28 estaven cedits a títol gratuït; 5 tenien una cambra, 44 en tenien dues, 140 en tenien tres, 174 en tenien quatre i 152 en tenien cinc o més. 390 habitatges disposaven pel capbaix d'una plaça de pàrquing. A 268 habitatges hi havia un automòbil i a 177 n'hi havia dos o més.

### Piràmide de població
La piràmide de població per edats i sexe el 2009 era:
| Homes | Edats   | Dones |
| ----- | ------- | ----- |
| 0     | 95 o +  | 0     |
| 4     | 90 a 94 | 20    |
| 12    | 85 a 89 | 24    |
| 12    | 80 a 84 | 12    |
| 36    | 75 a 79 | 28    |
| 40    | 70 a 74 | 48    |
| 52    | 65 a 69 | 72    |
| 20    | 60 a 64 | 20    |
| 16    | 55 a 59 | 12    |
| 44    | 50 a 54 | 28    |
| 24    | 45 a 49 | 52    |
| 36    | 40 a 44 | 12    |
| 36    | 35 a 39 | 32    |
| 32    | 30 a 34 | 32    |
| 40    | 25 a 29 | 36    |
| 28    | 20 a 24 | 16    |
| 32    | 15 a 19 | 12    |
| 16    | 10 a 14 | 8     |
| 32    | 5 a 9   | 32    |
| 32    | 0 a 4   | 16    |

## Economia
El 2007 la població en edat de treballar era de 617 persones, 433 eren actives i 184 eren inactives. De les 433 persones actives 407 estaven ocupades (225 homes i 182 dones) i 26 estaven aturades (14 homes i 12 dones). De les 184 persones inactives 80 estaven jubilades, 34 estaven estudiant i 70 estaven classificades com a «altres inactius».

### Ingressos
El 2009 a Brinon-sur-Sauldre hi havia 499 unitats fiscals que integraven 1.026,5 persones, la mediana anual d'ingressos fiscals per persona era de 16.966 €.

### Activitats econòmiques
Dels 69 establiments que hi havia el 2007, 3 eren d'empreses extractives, 2 d'empreses alimentàries, 1 d'una empresa de fabricació d'elements pel transport, 3 d'empreses de fabricació d'altres productes industrials, 19 d'empreses de construcció, 11 d'empreses de comerç i reparació d'automòbils, 1 d'una empresa de transport, 7 d'empreses d'hostatgeria i restauració, 1 d'una empresa d'informació i comunicació, 2 d'empreses financeres, 2 d'empreses immobiliàries, 9 d'empreses de serveis, 6 d'entitats de l'administració pública i 2 d'empreses classificades com a «altres activitats de serveis».
Dels 21 establiments de servei als particulars que hi havia el 2009, 2 eren oficines bancàries, 1 taller de reparació d'automòbils i de material agrícola, 4 paletes, 7 guixaires pintors, 1 fusteria, 2 lampisteries, 3 electricistes i 1 perruqueria.
Dels 6 establiments comercials que hi havia el 2009, 2 eren botiges de menys de 120 m², 2 fleques, 1 una peixateria i 1 una joieria.
L'any 2000 a Brinon-sur-Sauldre hi havia 23 explotacions agrícoles que ocupaven un total de 1.287 hectàrees.

## Equipaments sanitaris i escolars
L'únic equipament sanitari que hi havia el 2009 era una farmàcia.
El 2009 hi havia una escola elemental integrada dins d'un grup escolar amb les comunes properes formant una escola dispersa.

## Poblacions més properes
El següent diagrama mostra les poblacions més properes.